# Ферфілд (округ Гайд, Північна Кароліна)
Ферфілд (англ. Fairfield) — переписна місцевість (CDP) в США, в окрузі Гайд штату Північна Кароліна. Населення — 231 особа (2020).

## Географія
Ферфілд розташований за координатами 35°32′53″ пн. ш. 76°13′34″ зх. д. / 35.54806° пн. ш. 76.22611° зх. д. (35.547927, -76.225981).  За даними Бюро перепису населення США в 2010 році переписна місцевість мала площу 18,23 км², уся площа — суходіл.

## Демографія
Згідно з переписом 2010 року, у переписній місцевості мешкало 258 осіб у 106 домогосподарствах у складі 76 родин. Густота населення становила 14 осіб/км².  Було 140 помешкань (8/км²).
Расовий склад населення:
| - 56,6 % — білих - 43,4 % — чорних або афроамериканців |

До двох чи більше рас належало 0,0 %. Частка іспаномовних становила 0,0 % від усіх жителів.
За віковим діапазоном населення розподілялося таким чином: 20,9 % — особи молодші 18 років, 58,6 % — особи у віці 18—64 років, 20,5 % — особи у віці 65 років та старші. Медіана віку мешканця становила 48,0 року. На 100 осіб жіночої статі у переписній місцевості припадало 96,9 чоловіків;  на 100 жінок у віці від 18 років та старших — 98,1 чоловіків також старших 18 років.
Середній дохід на одне домашнє господарство  становив 50 699 доларів США (медіана — 36 375), а середній дохід на одну сім'ю — 49 090 доларів (медіана — 38 571). За межею бідності перебувало 6,9 % осіб, у тому числі 0,0 % дітей у віці до 18 років та 10,5 % осіб у віці 65 років та старших.
Цивільне працевлаштоване населення становило 23 особи. Основні галузі зайнятості: мистецтво, розваги та відпочинок — 56,5 %, освіта, охорона здоров'я та соціальна допомога — 43,5 %.